# Puhacziwka (hromada Dmytruszky)
Puhacziwka (ukr. Пугачівка) – wieś na Ukrainie, w obwodzie czerkaskim, w rejonie humańskim, w hromadzie Dmytruszky. W 2001 liczyła 652 mieszkańców, spośród których 622 wskazało jako ojczysty język ukraiński, 23 rosyjski, 3 mołdawski, 2 białoruski, 1 gagauski, a 1 inny.